# Kristel Werckx
Kristel Werckx (Heusden-Zolder, 16 december 1969) is een Belgisch wielrenner. Ze bereikte het toppunt van haar carrière in het begin van de jaren negentig. Ze nam tweemaal deel aan de Olympische Spelen, maar won hierbij geen medailles. Ze reed zowel op de baan als op de weg.

## Loopbaan
In 1988 maakte ze op 18-jarige leeftijd haar olympisch debuut op de Spelen van Seoel. Ze behaalde een 23e plaats op het onderdeel wegwedstrijd. In 1991 behaalde ze het zilver op het WK puntenkoers. Op de Olympische Spelen van 1992 in Barcelona nam ze deel op de onderdelen wegwedstrijd en 3000 meter achtervolging. Op de weg werd ze vijftiende en op de baan behaalde ze een negende plaats.
Ze heeft een paar jaar een relatie gehad met oud-wielrenner, olympisch deelnemer en winnaar van de bronzen medaille op de puntenkoers te Barcelona Cédric Mathy met wie ze ook vier kinderen heeft.

## Palmares

### Baan
| Jaar  | BK                                            | EK    | WK          | Overige                             |
| Elite | Elite                                         | Elite | Elite       | Elite                               |
| ----- | --------------------------------------------- | ----- | ----------- | ----------------------------------- |
| 1987  | Sprint · achtervolging                        |       |             |                                     |
| 1988  | Sprint · achtervolging · omnium               |       |             |                                     |
| 1989  | Omnium                                        |       |             |                                     |
| 1990  | Sprint · achtervolging · Omnium               |       | puntenkoers |                                     |
| 1991  | Sprint · achtervolging · Omnium               |       | puntenkoers |                                     |
| 1992  | achtervolging · Omnium · Sprint · puntenkoers |       |             | Olympische Spelen: 9e achtervolging |
| 1993  | puntenkoers · Sprint                          |       |             |                                     |
| 1994  | Omnium · puntenkoers · achtervolging · Sprint |       |             |                                     |

### Weg
1986
 Belgisch kampioenschap op de weg (nieuwelingen)
1987
 Belgisch kampioenschap op de weg (junioren)
1988
 Belgisch kampioenschap tijdrijden
 Belgisch kampioenschap op de weg
1989
 Belgisch kampioenschap tijdrijden
1990
 Belgisch kampioenschap op de weg
1991
 Belgisch kampioenschap op de weg
1993
 Belgisch kampioenschap op de weg